# Cascinette d'Ivrea
Cascinette d'Ivrea é uma comuna italiana da região do Piemonte, província de Turim, com cerca de 1.448 habitantes. Estende-se por uma área de 2 km², tendo uma densidade populacional de 724 hab/km². Faz fronteira com Chiaverano, Burolo, Ivrea.

## Património
- Igreja de santo António de Cascinette d'Ivrea

## Demografia
| Variação demográfica do município entre 1861 e 2011                               |
|                                                                                   |
| Fonte: Istituto Nazionale di Statistica (ISTAT) - Elaboração gráfica da Wikipedia |